# Wysoka Dąbrowa
Wysoka Dąbrowa (niem. Schöneberg) – wieś w Polsce położona w województwie warmińsko-mazurskim, w powiecie olsztyńskim, w gminie Kolno.
W latach 1975–1998 miejscowość administracyjnie należała do województwa olsztyńskiego.
Do 2002 r. Dąbrowa Wysoka.